# 13월 4일
13월 4일은 에티오피아에서 사용하는 율리우스력의 364번째(윤년일 경우에도 364번째)날에 해당한다. 에티오피아의 신년인 9월 11일부터 계산하면 73번째(윤년일 경우에도 73번째)에 해당한다.

## 같이 보기
- 13월
- 에티오피아력